# 林傳旺
林傳旺（1900年8月28日—？），中華民國（台灣）政治人物，曾任臺灣省議員、臺中市副議長、臺中市農會總幹事等職。在日治時期，曾任臺中州議員、北屯庄庄長等職。